# Athénodórosz Kordüliosz
Athénodórosz Kordüliosz (i. e. 1. század) görög író

## Élete
Tarszoszból származott. Mint a pergamoni könyvtár igazgatója visszaélt az állásával: a sztoikus Zénón, illetve más sztoikusok munkáiból kitörölte mindazt, ami cinikus színezetű volt. Ifjabb Cato hívására i. e. 70-ben Rómába ment. Tőle származik az a fontos irodalomtörténeti adat, hogy Homérosz költeményeit első ízben Piszisztratosz gyűjtötte össze és egy szerkesztőbizottság áltral rendeztette.